# Einshoch6
Einshoch6 (Eigenschreibweise: EINSHOCH6) ist eine deutsche Band auf München, die 2004 von DeRo (Dennis Rosenberger) und Carl Amadeus Hiller gegründet wurde. Die Band verbindet deutschsprachigen Hip-Hop mit Einflüssen aus der klassischen Musik – Drums, Bass, Klavier, Violine, Cello und DJ liefern die musikalische Grundlage für verschiedene MCs und Sänger. Einshoch6 steht vornehmlich mit klassischen Orchestern auf der Bühne.

## Bandmitglieder
Die Instrumentalisten der Band:
- Lorenz Blaumer / Felix K. Weber (Violine)
- Jakob Haas (Violoncello)
- Sebastian Hollunder (Piano)
- Andreas Hiermeyer (E-Bass)
- Stevie Drumz (DJ)
- Carl Amadeus Hiller (Schlagzeug, Percussion)

Die gefeaturten MCs und Sänger der Band (treten in unterschiedlichen Besetzungen auf):
- Michie Hahn (MC, Gesang)
- Boshi San (MC)
- Kevin Auld (Gesang)
- „Curtis“ Kurt Achatz (MC)
- Tobias „Tobbz“ Baum (MC)
- Roger Rekless (MC)

## Geschichte
Bereits kurz nach der Gründung 2004 konnte Einshoch6 verschiedene Musikpreise gewinnen und trat unter anderem als Late-Night-Band der Thomas-Gottschalk-Show im ORF im Rahmen der Salzburger Festspiele auf. Die Gruppe erhielt den „Stern des Jahres“ der Münchner Abendzeitung und wurde „Hoffnungsträger des Jahres“ der Süddeutschen Zeitung. EINSHOCH6 wurde Deutschland-Finalist des internationalen Bandwettbewerbs Emergenza.
Der Münchner Komponist Marco Hertenstein begleitet seit 2006 den musikalischen Werdegang der Gruppe und arrangiert seitdem die Stücke der Band für Symphonieorchester. Im Herbst 2006 spielt Einshoch6 erstmals mit dem Münchner Rundfunkorchester unter der Leitung von Jac van Steen im ausverkauften Münchner Prinzregententheater.
Im März 2007 lud der Deutsche Musikrat die Band ein, zusammen mit ca. 70 europäischen Musikern bei der Europäischen Ensemble Akademie eine Uraufführung des zeitgenössischen Komponisten Moritz Eggert, verschiedene Ensemblestücke sowie eigene Werke in ganz Europa zur Aufführung zu bringen – unter anderem in Berlin, Lissabon, Zagreb, Ljubljana, Brüssel und Rom.
Ende April 2007 verstarb Clemens Ostermann plötzlich und unerwartet. Die Band entschied sich, nach dem Tod von Ostermann weiter gemeinsam Musik zu machen.
Mitte 2007 erschien das Album Jenseits der Norm, produziert zusammen mit dem Münchner Rundfunkorchester.
Ab 2008 folgten Engagements beim Beethovenfest Bonn (zusammen mit dem Minguet-Quartett), dem Klangvokal Musikfestival Dortmund (mit den Dortmunder Philharmonikern), beim Mozartfest Würzburg (mit dem Athaneum-Quartett des Münchner Rundfunkorchesters), beim Nachsommer Schweinfurt und anderen renommierten Klassik-Festivals.
Seit 2012 arbeitet Einshoch6 mit der Redaktion Deutschkurse der Deutschen Welle zusammen. Es entstand ein neues, bislang einzigartiges Projekt für Deutschlerner auf der ganzen Welt: das „Bandtagebuch“, das ab Sommer 2013 online ging. Mit 13 Liedern, dem Album Lass uns reden und 53 Videoclips präsentierte die Gruppe ihre Musik und ihr ganz persönliches Bild von Deutschland.
Im Juli 2013 spielte die Band zusammen mit der Württembergischen Philharmonie Reutlingen in der neuen Stadthalle Reutlingen. Das Konzert wurde für eine Live-DVD-Produktion mitgeschnitten. Ab November 2013 war Einshoch6 auf Tour in mehr als 20 Staaten, spielte Konzerte für Deutschlerner und gab Workshops für Schüler sowie Lehrerfortbildungen zum Thema "Musik im Unterricht".
Im Mai 2014 spielte die Band mit dem Philharmonischen Orchester Freiburg.
2015 erschien mit dem Produzenten Timothy Auld das Album "Die Stadt springt" zusammen mit den Münchner Symphonikern, das Releasekonzert fand in der ausverkauften Münchner Philharmonie statt. Die Münchner Rapper Boshi San und Roger Rekless featurten das Album im Song "So sollte es immer sein". Es folgten Kooperationen mit anderen deutschen Orchestern, unter anderem mit dem Filmorchester Babelsberg und der Philharmonie Merck. Von 2013 bis 2016 bereiste die Band mehrere Staaten und erreichte knapp eine Million Musik- und Deutschbegeisterte live und im Netz.
2016 spielte die Band zusammen mit den Münchner Symphonikern im Deutschen Theater München.
2017 erschien das zweite Album für Deutschlerner – "Reise um die Welt" – auf einer großen US-Tour erreichte die Band im Oktober und November in 18 Konzerten mehr als 15.000 Fans. Mit der Single "Pack es an" wird Einshoch6 Teil des politischen Unterrichtskonzepts an bayerischen Mittelschulen. Mit dem Brandenburgischen Staatsorchester Frankfurt arbeitet Einshoch6 bis 2019 am Projekt Move Art XChange.
2018 tritt Einshoch6 mit dem Berner Symphonieorchester unter der Leitung von Kevin John Edusei auf. Die Band strukturiert sich neu und erarbeitet das Liveprogramm "Wer dumm is, der soll draussen bleibn", das im Sommer erstmals mit den Münchner Symphonikern aufgeführt wird.

## Diskografie
- 2004: Einshoch6 – Live Muffathalle München (DVD)
- 2005: Vernünftig Gepaart (Album)
- 2007: Jenseits der Norm mit dem Münchner Rundfunkorchester (Album)
- 2008: Das ist EINSHOCH6 (DVD)
- 2009: Rettet Deutschland (Album)
- 2012: Sterne folgen dir (Single)
- 2012: Ticket nach Berlin (Single)
- 2013: Nie mehr im Abseits (Single)
- 2013: Lass uns reden! (Album)
- 2013: Hiphop trifft Klassik mit der Württembergischen Philharmonie (Album)
- 2015: Die Stadt springt mit den Münchner Symphonikern (Album)
- 2017: Reise um die Welt (Album)

## Ehemalige Mitglieder
- Thomas Sporrer (Schlagzeug, Percussion)
- Dennis „Dero“ Rosenberger (MC)
- Manuel Druminski (Violine)
- Fabian Hollunder (Cello, Posaune)
- Korbinian Hollunder (Trompete)
- Clemens Ostermann (* 11. Juni 1984; † 30. April 2007) (Gesang, E-Bass, Cello)